# پاهوا (هاوایی)
پاهوا (به انگلیسی: Pahoa) یک منطقهٔ مسکونی در ایالات متحده آمریکا است که در شهرستان هاوایی، هاوایی واقع شده‌است. پاهوا ۵٫۶ کیلومتر مربع مساحت و ۹۴۵ نفر جمعیت دارد و ۱۹۹٫۶ متر بالاتر از سطح دریا واقع شده‌است.